# Ipomoea colombiana
Ipomoea colombiana är en vindeväxtart som beskrevs av O'donell. Ipomoea colombiana ingår i släktet praktvindor, och familjen vindeväxter. Inga underarter finns listade i Catalogue of Life.